# Полярно сияние
Вижте пояснителната страница за други значения на Сияние.
Полярно сияние (aurora) е оптично явление, наблюдавано в небето над полярните райони на Земята (Северно наричано още aurora borealis и Южно, известно като aurora australis) образуващо се вследствие на взаимодействието на заредени частици от слънчевия вятър с магнитосферата. Явлението може да се оприличи на поразително красив танц на разноцветни светлини в небето.
Полярните сияния са в основата на много легенди и митове на северните народи. Викингите вярвали, че сиянията са воини, препускащи на коне през небето, а според ескимосите добри духове палят светлините, за да осветят пътя на мъртвите към отвъдния свят.

## Причини
Полярните сияния възникват на височина 90 – 130 km над повърхността на Земята, но през 1959 г. в Северното полукълбо е засечено сияние на височина 160 km и ширина на фронта 4800 km.
Причина за удивително красивото природно явление е слънчевата дейност. Атмосферата на Слънцето е съставена най-вече от водород. От най-външния и най-разредения ѝ слой непрекъснато се откъсват невидими частици (електрони и протони) и изтичат в Космоса. Този поток се нарича слънчев вятър. Част от него достига Земята и под действие на нейното магнитно поле, което е най-силно при полярните области, взаимодейства със земната атмосфера, предизвиквайки разноцветно светене на атмосферни газове. На всеки 11 години дейността на Слънцето достига своя максимум и потокът на слънчевия вятър се засилва. В този период полярните сияния са много живописни. Aurora Borealis буквално преведено от латински означава „Зора на севера“. Така на научен език се наричат полярните сияния в северното полукълбо.

## Наблюдаване
Осветлението и високите сгради в градовете пречат на наблюдението на това невероятно зрелище, затова най-добре е то да се следи от незаселен район. Над канадския град Чърчил полярни сияния могат да се наблюдават около триста нощи в годината.
През 1954 г. полярното сияние било наблюдавано във Варна. Много хора го възприели като отблясъци на огромен пожар. През 1941 г., по време на Втората световна война, полярно сияние в небето над Вашингтон предизвикало паника, тъй като жителите на американската столица го взели за начало на немско въздушно нападение.
Споменавания на полярното сияние могат да се намерят още в класическата гръцка и римска литература. Първите карти с линии на еднаква честота на поява на полярните сияния са били съставени през 1860 – 1873 г. от Е. Лумис (САЩ) и Х. Фриц (Австрия) за Северното полукълбо, а през 1939 г. от Ф. Уайт и М. Хедсън (Нова Зеландия) за Южното полукълбо. През 1869 г. А. Ангстрьом започва изследване на спектъра на полярното сияние. Системните научни изследвания на това природно явление започват в края на IX век в Норвегия. Ларс Вегард е първият учен, който изследва цветовете на полярното сияние и съдейства за създаване на обсерватория за тяхното наблюдение в Тромсьо. С помощта на спектрограф той определя дължината на вълната на основния цвят на полярните сияния (жълто-зелен) – 0,558 μm.
През 1896 година норвежкият физик Кристиан Биркеланд изказва теория, с която обяснява северните сияния. Голяма част от нея той изпробва в лаборатория, която е запазена и днес. Биркеланд пресъздава северното сияние като бомбардира метална топка, която съдържа електромагнит (Земята), с електрони (слънчевия вятър). Той е автор на множество теоретични изчисления и на негово име са наречени токовете, течащи в горната част на атмосферата.
Карл Штьормер (1874 – 1957) продължава теоретичните изследвания на Бъркланд. Той определя височината на полярните сияния, като сравнява положението им с това на звездите, при наблюдение от различни точки на Земята.
Небесното явление полярно сияние протича в земната атмосфера (основно в долната част на йоносферата), а причина за появата му е Слънцето. Затова неговото изучаване е свързано първо с определяне свойствата и характеристиките на земната атмосфера и земното магнитно поле и второ с проучване характера на слънчевата дейност.
До сравнително малки височини (30 – 35 km) атмосферата се изследва с метеорологични сонди – издигнати с балони уреди за измерване на различни параметри на атмосферата. За височини до около 100 км се използват метеорологични ракети, а по-големите височини са достъпни само за изкуствени спътници на Земята (ИСЗ) и междупланетните ракети. Друг метод е радиосондирането – изучаването на атмосферата по измененията в радиовълните, преминаващи през нейните слоеве. От времето на т.нар. международна геофизична година (1957 – 1958) изучаването на високата атмосфера добива силен международен характер. Правят се също така спектрални наблюдения на полярните сияния във видимата, а от 50-те години на XX век и в инфрачервената и ултравиолетова част на спектъра.
В периода 1969 – 1973 г. са проведени опити за създаване на изкуствено полярно сияние, по време на които в атмосферата са инжектирани потоци електрони с високи енергии на височина няколкостотин километра. През 1971 – 1972 г. започва измерване на интензивността и фотографиране на полярните сияния от спътници в полярна орбита.
България, заедно с други страни, е вземала дейно участие при изображение на Слънцето в H-alfa, изучаване на атмосферата с проекти, уреди и обработка на наблюденията. При изследванията с геофизичните ракети „Вертикал“ са използвани наши уреди за измерване на йонната концентрация и йонната температура, а при ИСЗ от серията „Интеркосмос“ – апарати за йоносферни плазмени измервания.
Що се отнася до слънчевата дейност, тя се следи непрекъснато от много обсерватории по Земята и от космическата слънчева обсерватория „SOHO“. Това позволява да се предсказват геомагнитните бури и да се вземат предпазни мерки срещу последствията от тях.

## Описание на сиянието
Географското разпределение на полярното сияние показва, че появата му е най-често в областите около северния и южния магнитни полюси на Земята. Магнитното поле на нашата планета е близко до това на магнитен дипол, разположен в нейния център (в действителност, в течното ядро на Земята протичат токове по затворен контур, магнитното поле на който е еквивалентно на полето на дипол). При това оста на магнитния дипол е наклонена към оста на въртене на Земята под ъгъл 11.5 градуса.
Северните сияния възникват по продължение на овални зони, разположени на 23 градуса от геомагнитните полюси. Този обсег е известен като овала на полярното сияние. Поясът е по-широк от нощната страна на Земята, отколкото от дневната. Ширината на пояса от Овала на Северното сияние през нощта достига до 600 км. Важно е, че този красив спектакъл не е само за ескимосите и лапландците. Той изненадва и хората в по-малките ширини. Известен е само един случай, когато полярното сияние е било наблюдавано на екватора. Дори на ширината на Москва (55.75 градуса с.ш.) полярните сияния се наблюдават веднъж на 10 – 15 години.
По протежение на овалните зони, съществува ивица на непрекъснато светене с неголяма интензивност, в която понякога възникват 2 – 3 реда светещи дъги, които се простират на хиляди километри. Тази спокойна фаза предшества бурната проява на фееричното полярно сияние. Планетарната картина на развитие на полярната светлинна буря най-често е разделена на серии от интензивни избухвания, които започват близо до полунощ и продължават от няколко минути до 10 минути, с обща продължителност на серията от 30 минути до 1 – 2 часа – т.нар. суббури.
Макар формите им да са твърде разнообразни, те могат да се разделят на две основни групи: без лъчиста структура и с лъчиста структура.
Към първата група се отнасят хомогенните, спокойно светещи дъги и ивици; пулсиращите дъги, от които от време на време се появяват отделни лъчи; дифузните и пулсиращи светещи повърхнини и светенето до хоризонта.
Към втората група се отнасят дъгите и ивиците с лъчиста структура; драпериите; лъчите; сиянието, наречено корона (система от лъчи, излизащи от сравнително тъмен център – там където е магнитния зенит на мястото на наблюдението).
Особена, неотнасяща се към нито една от горепосочените групи разновидност, е пламтящото полярно сияние, при което се наблюдават едновременно лъчи, дъги и драперии. В такива сияния се разпространяват разнообразни светлинни смущения, вижда се бързо преливане на цветовете. Те приличат на зарево от далечен пламък, раздухван от време на време от поривите на вятъра.
Интензивността на полярните сияния се измерва с т.нар. коефициент на яркост (IBC) или в балове. Приети са четири бала, които се отличават с един порядът: полярно сияние от I бал е равно по яркост на Млечния път, а от IV – на пълната Луна.
При наблюдаване и изследване на полярните сияния са констатирани следните научни факти:
1. При нанасяне на географска карта на местата, където полярните сияния се наблюдават с определена честота, се оказало, че линиите, съединяващи точките с еднаква честота на сиянията представляват криви с овална форма с център в магнитните полюси на Земята. В много случаи полярните сияния се разполагат по силовите линии на магнитното поле, като при това дъгите на полярните сияния са почти симетрични за двата края на магнитните силови линии. За северното полукълбо такава карта е била съставена по многобройни данни. Честотата на полярните сияния тук достига максимум в зона, която се намира на около 23 градуса от магнитния полюс.
2. Полярното сияние обикновено се придружава от геомагнитна буря – трептене на стрелката на компаса и изменение на интензитета на земното магнитно поле, което след завършване на полярното сияние идва в относително нормално състояние. Специалистите от геофизическите обсерватории са установили, че преди да се появи полярно сияние се забелязват смущения в измервателните уреди, които следят земното магнитно поле. Установено е, че то обикновено има една постоянна компонента с интензитет 0.63Ое на геомагнитните полюси и 0.31Ое на геомагнитния екватор. Към тази постоянна компонента се наслагва променлива компонента, която се дължи на електрични токове, протичащи във и над йоносферата (най-външната част на земната атмосфера). Временните увеличения на променливата компонента се наричат магнитни бури и те са придружени от полярни сияния. Овалите на полярните сияния в магнитно-спокойни периоди са във вид на тесен пръстен над повърхността на Земята и се разширяват в магнитно-смутени периоди.
3. Средният брой на полярните сияния се увеличава в годините на максимум на слънчевата активност, т.е. тогава, когато на Слънцето нараства количеството на петната, протуберансите и другите прояви на активност. Доста често полярните сияния и магнитните бури се наблюдават около едно денонощие след преминаването на големи петна през централния меридиан на Слънцето. Някои сияния се повтарят с интервал 27 дни, съответстващ на периода на въртене на Слънцето около оста му. В епохи на повишена слънчева активност полярни сияния могат да се наблюдават също така вЗависимост „Слънчева активност-Полярни сияния“ сравнително малки ширини – Франция, Украйна, Индия. Средният период на слънчевата активност е 11 години и честотата на наблюдаваните полярни сияния определено следва кривата на тази активност.
4. Като се наблюдават едновременно едни и същи полярни сияния от две различни места на земното кълбо, отдалечени едно от друго на десетки и стотици километри, може да се определи тяхната височина. По такъв начин било установено например, че при сияния, имащи форма на спокойни дъги, светенето на атмосферата става на височина 90 – 150 km. При сияния с форма на лъчи светенето на атмосферата е на височина 200 – 300 km. Норвежкият учен Штьормер (1874 – 1957) е установил, че светенето на атмосферата може да става дори на височина 800 – 1000 km.
5. Спектралният анализ на светенето на атмосферата показва, че основният цвят на полярните сияния (жълто-зеленият) съответства на дължина на вълната 0,5577 μm. На интензивното червено светене в спектъра на полярното сияние съответстват дължини на вълните 0,6300 μm и 0,6363 μm. Тези лъчения принадлежат на атомите на кислорода, намиращи се в твърде разредените горни слоеве на атмосферата. В спектрите на полярните сияния е открито също така излъчване на молекулите на азота. То придава синия и виолетовия цвят на някои части от сиянията.